# Armée de terre du Salvador
L'armée salvadorienne (en espagnol : Ejército Salvadoreño) est la branche terrestre et la plus importante des Forces armées du Salvador. Elle englobe des unités de niveau brigade d'infanterie (3 bataillons avec leurs unités de renfort) dans les principales villes du pays et des détachements plus petits de niveau régiment (2 bataillons) dans les villes de plus petite taille.

## Histoire
L'armée de terre fut créée par Manuel José de Arce y Fagoaga en 1824. Durant son existence, l'armée de terre du Salvador a effectué de régulières réorganisations, se modernisant périodiquement et adaptant ses effectifs aux nécessités de sa mission. La centenaire école militaire "Capitaine général Gerardo Barrios" est le cœur de la formation des cadres. Elle a toujours bénéficié de l'appui d'instructeurs étranger, principalement allemands, chiliens et américains. En application de l'accord de paix de Chapultepec qui mit fin à la guerre civile que connut le Salvador pendant la décennie des années 1980, la mission des forces armées fut redéfinie, de même que le système de formation.

## Conflits

### La guerre du football
La guerre du football (également appelée guerre de Cent Heures) est un terme inventé par le journaliste polonais Ryszard Kapuściński pour décrire un bref conflit entre le Salvador et le Honduras voisin. Le journaliste a fait valoir que la guerre avait commencé après que les nations rivales se soient affrontées lors du tour de qualification pour la Coupe du monde de football de 1970. Mais cet événement n'était pas la cause de la guerre. Les tensions montaient entre les deux pays depuis plusieurs années en raison de l'immigration et de problèmes économiques, conduisant à la guerre de 1969. Les matchs de football ne sont que l'un des nombreux événements survenus pendant cette période. Les tensions de longue date entre les pays ont été exacerbées par les reportages des médias des deux côtés, chacun accusant l'autre de hooliganisme et de violence envers leurs propres fans de football. Le 26 juin 1969, El Salvador a rompus tous les liens avec le Honduras, les événements ont été utilisés comme un appel à la fierté nationaliste par les gouvernements et les médias. 
Le 14 juillet, les forces salvadoriennes sont entrées rapidement au Honduras à la suite d'une série d'affrontements frontaliers. Leur avancée s'est arrêtée après que l'Organisation des États américains (OEA) et les États-Unis aient exercé de fortes pressions diplomatiques sur les deux gouvernements dans le but de conclure un cessez-le-feu. 
Un cessez-le-feu a finalement été négocié et signé le 18 juillet, les forces salvadoriennes se retirant du Honduras avant le 2 août, après que le gouvernement hondurien avait garanti la sécurité des citoyens salvadoriens au Honduras. 

### La guerre civile salvadorienne
À la fin des années 1970, les inégalités socioéconomiques, les violations des droits de l'homme et la réticence de la dictature du Parti de la conciliation nationale à s'attaquer à ces problèmes ont conduit à la naissance et la croissance d'un mouvement d'opposition. Le gouvernement a répondu en assassinant des milliers d'opposants politiques et en massacrant des étudiants et des manifestants à plusieurs reprises. La réponse brutale du gouvernement a signalé à ceux qui s'identifiaient au mouvement social que les solutions pacifiques étaient vaines, ce qui a conduit à la naissance de l'insurrection. 
Le 15 octobre 1979, le gouvernement militaire fut destitué par un gouvernement civilo-militaire conjoint se faisant appeler la junte du gouvernement révolutionnaire d'El Salvador ou JRG. La politique du JRG s'est heurtée à l'opposition des élites militaires et économiques et la répression gouvernementale s'est accrue. Des dizaines de milliers de civils ont été tués en 1980 et 1981. Cela a conduit à la formation du FMLN, qui a provoqué une guerre civile de douze ans. 

### La guerre en Irak

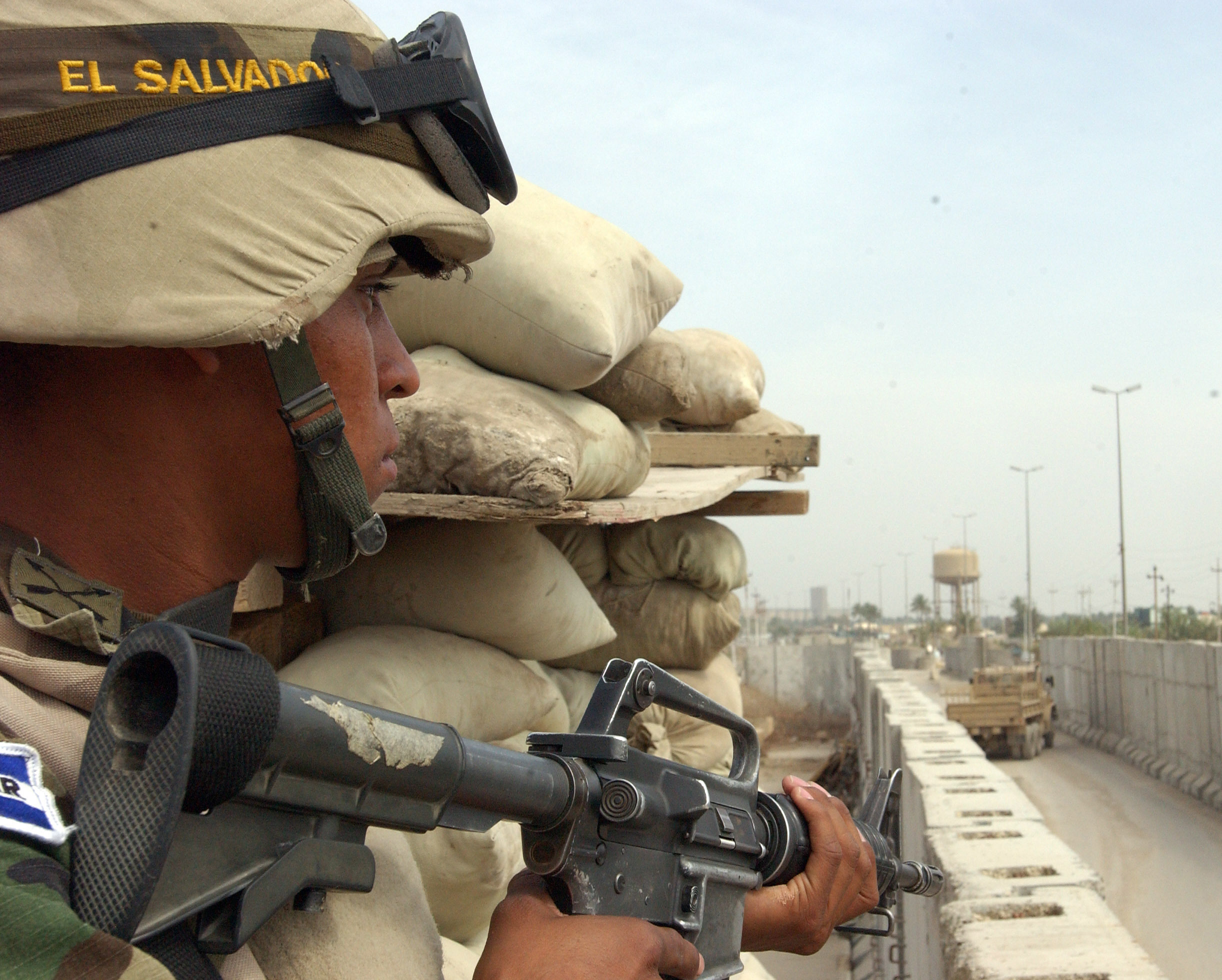
Un soldat des forces spéciales salvadoriennes surveille de près les frontières du camp Charlie à Al Hillah, en Irak, le 14 avril 2005. Le soldat du bataillon Cuscatlan IV aide à soutenir l'opération Iraqi Freedom, qui est menée principalement par les forces de la coalition à Hillah.

Entre août 2003 et janvier 2009, jusqu'à 380 soldats salvadoriens, pour la plupart des parachutistes, ont été déployés dans le cadre des forces de la coalition en Irak. Ils opéraient aux côtés de l'élite de la Légion espagnole à Nadjaf. Pendant son séjour en Irak, le contingent salvadorien a déploré 5 morts et 20 blessés. 

## Structure organisationnelle

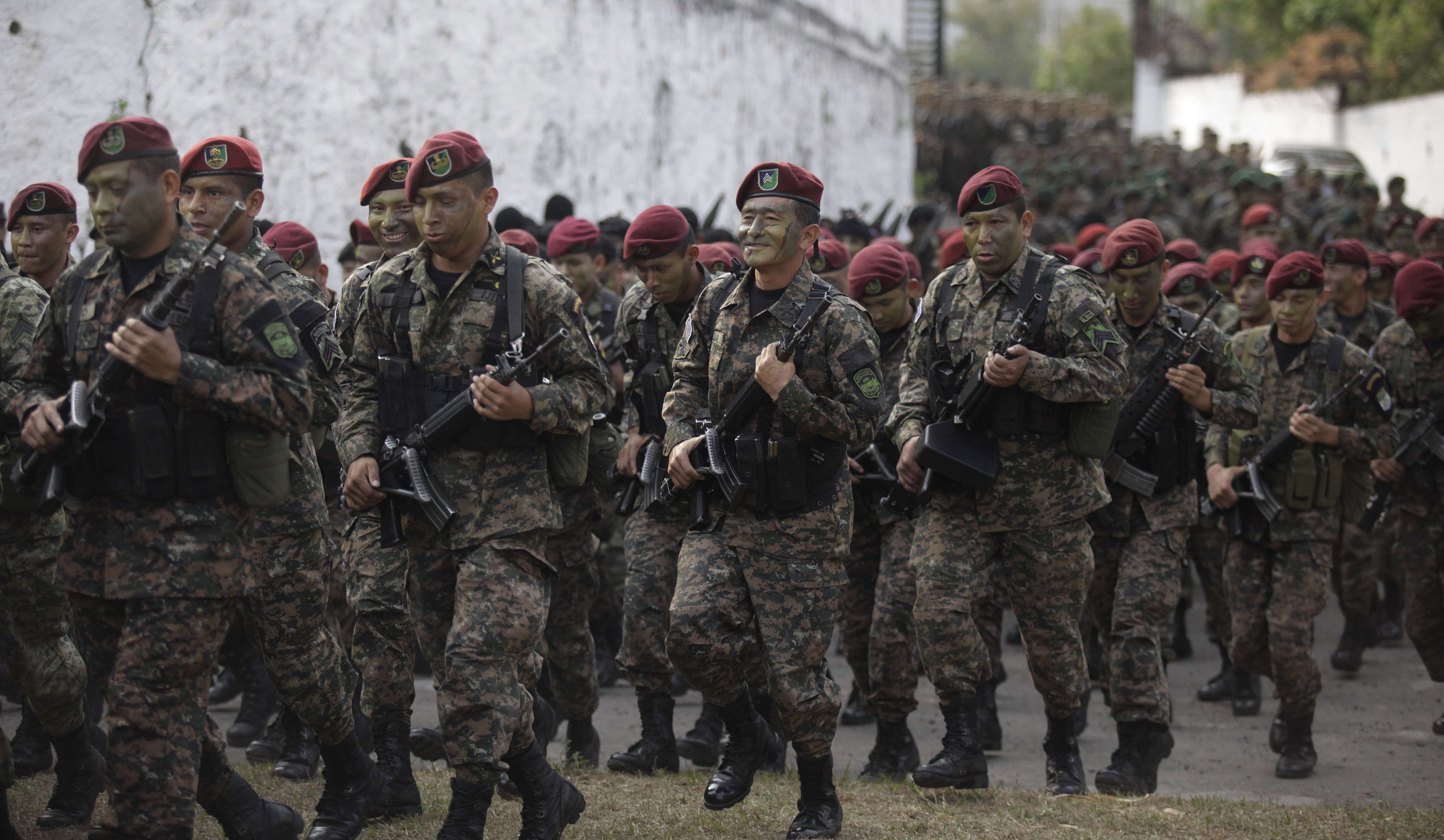
Forces spéciales salvadoriennes

Le Salvador est divisé en 5 zones militaires, dont la 3e zone militaire est la plus importante et la plus grande du territoire national. Chacune des zones a sa propre brigade d'infanterie et la 3e zone a 2 brigades, la 3e et la 6e brigade d'infanterie.

chacune disposant de sa propre brigade d'infanterie: 
- 1re brigade (San Salvador)
- 2e brigade (Santa Ana)
- 3e brigade (San Miguel)
- 4e brigade (Chalatenango)
- 5e brigade (San Vicente)
- 6e brigade (Usulután)

De plus, l'armée dispose des unités suivantes : 
- Détachement militaire No 1 (Chalatenango)
- Détachement militaire No 2 (Sensuntepeque)
- Détachement militaire No 3 (La Unión)
- Détachement militaire No 4 (Morazan) siège des commandos de montagne, unité d'élite de l'armée
- Détachement militaire No 5 (Cojutepeque)
- Détachement militaire No 6 (Sonsonate)
- Détachement militaire No 7 (Ahuachapán)
- Détachement militaire No 9 (Zacatecoluca)

Ainsi que les unités spécialisées suivantes :
- 1 brigade spéciale de sécurité militaire composée de 2 bataillons de police militaire et de 2 bataillons de sécurité aux frontières,
- 8 détachements d'infanterie avec 2 bataillons,
- 1 commandement du génie avec 2 bataillons,
- 1 brigade d'artillerie avec 2 bataillons d'artillerie de campagne et 2 bataillons d'artillerie antiaérienne,
- 1 régiment de cavalerie mécanisé avec 2 bataillons,
- Un commandement des forces spéciales avec 1 groupe d'opérations spéciales et 1 commandement antiterroriste.
- 1 commandement de santé militaire (COSAM) qui comprend un hôpital militaire central, l'hôpital militaire région de San Miguel et un bataillon sanitaire de l'armée avec des brancardiers et autres spécialistes de santé

## Équipement

### Armes d'infanterie
| Nom                  | Type                 | Quantité | Origine             | Notes |
| -------------------- | -------------------- | -------- | ------------------- | --- |
| P227                 | Arme de poing        |          | Allemagne           | Avec toutes ses variantes. Utilisé par tous les militaires y compris les forces spéciales |
| P226                 | Arme de poing        |          | Allemagne           | Avec toutes ses variantes incluant le Sig Sauer X Six SIG P226 utilisé par tous les militaires y compris les forces spéciales |
| M9                   | Arme de poing        |          | États-Unis          | |
| CZ 75                | Arme de poing        |          | Czech Republic      | |
| 92SB                 | Arme de poing        |          | Italie              | |
| FN P35               | Arme de poing        |          | Belgique            | |
| IWI 941              | Arme de poing        |          | Israël              | |
| G17                  | Arme de poing        |          | Autriche            | Utilisé par les forces spéciales et l'unité anti-terroriste. Les variantes utilisées sont Glock 17, Glock 17C, Glock 17L, Glock 17MB, Glock 17M. |
| Uzi                  | Pistolet-mitrailleur |          | Israël              | Uzi, Mini-Uzi. |
| Ingram MAC-10        | Pistolet-mitrailleur |          | États-Unis          | |
| MP5                  | Pistolet-mitrailleur |          | Allemagne           | MP5SD3, MP5A3, MP5A2, MP5, MP5A1 |
| HK33                 | Fusil d'assaut       |          | Allemagne           | Incluant le HK53 |
| HK416                | Fusil d'assaut       |          | Allemagne           | |
| FN FNC               | Fusil d'assaut       |          | Belgique            | Versions utilisées Modèle 2000 et modèle court 7000, utilisé par la police militaire et le bataillon parachutistes |
| M4                   | Fusil d'assaut       |          | États-Unis          | M4 Carbine, Colt M4A1, Colt M4 (original 1993 version), M4 (Colt Model 933), Colt M4 (M162 avec visée) |
| T65                  | Fusil d'assaut       |          | République de Chine | |
| M16                  | Fusil d'assaut       |          | États-Unis          | XM16E1, M16A1, M16A2, M16A3, M16A4, M16A1 avec poignée A2. M16A2 (Model 701, 703, 705 (rafale et coup par coup)), Model 711, Model 715 et Model 720 (rafale et coup par coup)). M16A2 fusil mitrailleur (LMG). XM16E1. M16A2 (Model 645) |
| IMI Galil            | Fusil d'assaut       |          | Israël              | Galil AR, Galil SAR, Galil SAR339, Micro Galil, Galil ARM. |
| Galil ACE            | Fusil d'assaut       |          | Colombie            | ACE 21, ACE 22, ACE 23 (5.56×45mm NATO), ACE 32 (7.62×39mm), ACE 52, ACE 53 (7.62×51mm NATO). |
| M14                  | carabine             |          | États-Unis          | Utilisé comme arme de cérémonie. Toujours en service au sein des divisions d'infanterie |
| Heckler & Koch G3    | carabine             |          | Allemagne           | G3A3, G3A4, G3KA4 |
| M24                  | Fusil de précision   |          | États-Unis          | |
| M21                  | Fusil de précision   |          | États-Unis          | Utilisé par les forces spéciales |
| Barrett M82          | Fusil de précision   |          | États-Unis          | Utilisé par les forces spéciales |
| Dragunov SVD         | Fusil de précision   |          | Russie              | Utilisé par les forces spéciales |
| M79                  | Lance-grenades       |          | États-Unis          | |
| M203                 | Lance-grenades       |          | États-Unis          | Monté sur les M16, M4, M4A1 et CAR-15. |
| M60                  | Mitrailleuse lourde  |          | États-Unis          | M60, M60E2, M60B, M60C M60D |
| M2HB                 | Mitrailleuse lourde  |          | États-Unis          | |
| HK21                 | Mitrailleuse lourde  |          | Allemagne           | |
| FN MAG               | Mitrailleuse lourde  |          | Belgique            | |
| M249                 | Mitrailleuse légère  |          | États-Unis          | M249 SAW, M249 Paratrooper. |
| FN Minimi            | Mitrailleuse légère  |          | Belgique            | Minimi Para, FN Minimi. |
| CAR-15               | Carabine militaire   |          | États-Unis          | Colt Model 933, XM177, GAU-5/A (Colt Model 610), XM177E1 (Colt Model 609), XM177E2 (Colt Model 629), Colt Model 653 (carabine M16A1), Colt Model 654 (carabine M16A1), Colt Model 654 (carabine M16A1), Colt Model 727 (carabine M16A2), Colt Model 733 (M16A2 Commando), Colt Model 723 "carabine M16A2". M16A2 SMG Model 635, XM177-E2 (Colt Model 629), Model 933, Colt Model 629, Colt 9mm SMG DOE (Model 633, carabine US Car 15 (Colt Model 607), US XM177E1 (Colt Model 619), US XM177E2 GAU-5/A/B (Colt Model 639)). |
| Colt Canada C7 rifle | Fusil d'assaut       |          | Canada              | Colt Model 715. Importé du Canada dans les années 2000. |
| MPi-KM               | Fusil d'assaut       |          | East Germany        | Utilisé depuis 1992 par les forces spéciales |
| AK-47                | Fusil d'assaut       |          | Russie              | Utilisé depuis 1992 par les forces spéciales |
| AKM                  | Fusil d'assaut       |          | Russie              | Utilisé depuis 1992 par les forces spéciales |
| AIM (fusil d'assaut) | Fusil d'assaut       |          | Romania             | Récupéré auprès des gangs |
| Diemaco C7A1 LSW     | Mitrailleuse légère  |          | Canada              | Colt Model 715. Importé du Canada dans les années 2000. |
| AK-63                | Fusil d'assaut       |          | Hongrie             | Utilisé depuis 1992. |
| Steyr AUG            | Fusil d'assaut       |          | Autriche            | Utilisé depuis les années 1990 par les forces spéciales |

### Véhicules
| Armoured Fighting Vehicles |       |                                                              |         |                      | |  |
| Modèle                     | Image | Type                                                         | Nombre  | Origine              | Notes |  |
| AML 90                     |       | Véhicule blindé                                              | 6       | France               | |  |
| UR-416                     |       | Wheeled APC                                                  | 6       | Allemagne            | |  |
| M3 Scout Car               |       | Wheeled APC                                                  | 5       | États-Unis           | |  |
| Cashuat                    |       | APC                                                          | 41      | Salvador/ États-Unis | Basé sur un Dodge M37. Les kits de blindageage et les tourelles ont été achetés aux États-Unis               |  |
| VCTA2                      |       | Chasseur de tanks, créé par les forces armées salvadoriennes | 38      | Salvador             | |  |
| BC7A1                      |       | APC                                                          | 4       | Salvador             | Armé avec 2 cannons HS 404 de 20mm. Aussi utilisé comme véhicule anti-aérien. Créé par l'armée salvadorienne |  |
| M113                       |       | APC                                                          | 20      | États-Unis           | |  |
| CJ-8 (Scrambler)           |       | Véhicule blindé                                              | inconnu | États-Unis           | |  |
| M3A1                       |       | Autochenille                                                 | 5       | États-Unis           | |  |
| HMMWV                      |       | Automitrailleuse                                             | 50      | États-Unis           | |  |
| Véhicules utilitaires      |       |                                                              |         |                      | |  |
| Modèle                     | Image | Type                                                         | Nombre  | Origine              | Notes |  |
| F-Series                   |       | Véhicule commercial tous usages                              |         | Japan                | Flotte de 45 véhicules                                                                                       |  |
| D22                        |       | pick up                                                      |         | Japan                | Flotte de 45 véhicules                                                                                       |  |
| AIL Storm                  |       | Véhicule utilitaire léger                                    | 38      | Israël               | |  |
| 2011 Ford Ranger           |       | Véhicule utilitaire léger                                    | 37      | États-Unis           | |  |
| Jeep CJ                    |       | Véhicule utilitaire léger                                    |         | États-Unis           | |  |
| M151                       |       | Véhicule utilitaire léger                                    |         | États-Unis           | |  |
| Dodge M37                  |       | Véhicule utilitaire léger                                    |         | États-Unis           | |  |
| M35 truck                  |       | Camion cargo moyen                                           | 45      | États-Unis           | |  |
| Camion M809                |       | Camion cargo lourd                                           |         | États-Unis           | |  |
| MAN 630 truck              |       | Camion cargo lourd                                           |         | Allemagne            | |  |

### Artillerie
| Mortiers                |       |         |        |             |                                              |
| Modèle                  | Image | Calibre | Nombre | Origine     | Remarques                                    |
| M19                     |       | 60mm    | 306    | États-Unis  |                                              |
| M29                     |       | 81mm    | 151    | États-Unis  |                                              |
| M74                     |       | 120 mm  |        | Yougoslavie | Conservé en stockage.                        |
| UB M-52                 |       | 120 mm  |        | Yougoslavie | Conservé en stockage.                        |
| Artillerie de campagne  |       |         |        |             |                                              |
| Modèle                  | Image | Calibre | Nombre | Origine     | Remarques                                    |
| M101                    |       | 105mm   | 8      | États-Unis  |                                              |
| M102                    |       | 105mm   | 24     | États-Unis  |                                              |
| M56                     |       | 105mm   | 18     | Yougoslavie | Copie M101 produite en Yougoslavie           |
| 105/14 modèle 56        |       | 105mm   | 14     | Italie      | Pack Howitzer                                |
| M114                    |       | 155mm   | 6      | États-Unis  |                                              |
| Artillerie antiaérienne |       |         |        |             |                                              |
| Modèle                  | Image | Calibre | Nombre | Origine     | Remarques                                    |
| Zastava M55             |       | 20 mm   | 31     | Yougoslavie | Copie Hispano-Suiza HS.804.                  |
| M55 (automoteur)        |       | 20 mm   | 4      | Yougoslavie | Monté sur camion ou semi-chenille M-55.      |
| TCM-20                  |       | 20 mm   | 4      | Israël      | Twin Hispano-Suiza HS.404s sur socle tracté. |